# Pétange
Pétange (tyska: Petingen) är en kommun och en stad i sydvästra Luxemburg.   Den ligger i kantonen Esch-sur-Alzette. Antalet invånare är 15 398. Arean är 11,9 kvadratkilometer. Pétange gränsar till Käerjeng, Differdange, Saulnes, Longlaville, Mont-Saint-Martin och Aubange. 